# Innocent Love (singel Robina Bengtssona)
Innocent Love – singel szwedzkiego piosenkarza Robina Bengtssona, wydany 26 lutego 2022 nakładem Universal Music. 
Utwór napisali oraz skomponowali David Lindgren Zacharias, Sebastian Atas, Victor Sjöström, Victor Crone oraz Viktor Broberg.
Singel dotarł do 10. miejsca na oficjalnej szwedzkiej liście sprzedaży.

## Lista utworów
- Digital download[1]

1. „Innocent Love” – 3:02

## Notowania
| Kraj    | Notowanie (2022)  | Najwyższa pozycja |
| ------- | ----------------- | ----------------- |
| Szwecja | Sverigetopplistan | 10                |